# Dowid Hofsztejn
Dowid Hofsztejn (ur. 1889 w Korosteszowie, zm. 12 sierpnia 1952 w Moskwie) – żydowski poeta tworzący głównie w jidysz, jedna z ofiar stalinowskiego procesu poetów żydowskich.

## Życiorys
Urodził się w 1889 roku w Korosteszowie. Odebrał tradycyjne religijne wykształcenie uzupełnione prywatnymi lekcjami w językach rosyjskim i hebrajskim. Już w dzieciństwie zaczął pisać wiersze, z początku głównie po hebrajsku, rosyjsku i ukraińsku. Studiował w Kijowie, gdzie – obok Lejba Kwitko i Pereca Markisza – z czasem zajął jedno z najważniejszych miejsce w kręgach literackich, szczególnie w Kultur-Lige. Po rewolucji październikowej, którą popierał, skupił się na tworzeniu wyłącznie w jidysz, a jego wiersze zaczęły ukazywać się na łamach prasy jidyszowej. Jego tomik Trojer (1922) poruszający temat pogromów zilustrował Marc Chagall. Po proteście wobec prześladowań hebrajskojęzycznych autorów opuścił w 1924 roku ZSRR. Po pobycie w Niemczech, a następnie w Palestynie, gdzie, by się utrzymać, zaczął pisać dla hebrajskiej prasy.
W 1926 roku powrócił do Związku Radzieckiego. Od 1936 roku reprezentował autorów tworzących w jidysz w Związku Radzieckich Pisarzy Ukrainy, zaś parę lat później wstąpił do partii komunistycznej. Podczas drugiej wojny światowej należał do Żydowskiego Komitetu Antyfaszystowskiego. W 1948 roku, jako pierwszy z jego czołowych działaczy, został aresztowany za rzekomą „działalność antyradziecką” i wywieziony do Moskwy. Wraz z innymi członkami został oskarżony w procesie poetów żydowskich o żydowski nacjonalizm i udział w sfabrykowanym przez władze, rzekomym spisku Żydowskiego Komitetu Antyfaszystowskiego. Został stracony 12 sierpnia 1952 roku wraz z m.in. Perecem Markiszem, Lejbem Kwitko, Dawidem Bergelsonem czy Icykiem Feferem. Po śmierci Stalina, Hofsztajna zrehabilitowano jako jedną z ofiar represji stalinowskich.
W 1987 roku w Tel Awiwie ustanowiono nagrodę literacką jego imienia.